# Razvitak (tvrtka u Metkoviću)
Razvitak, nekadašnja trgovinska tvrtka sa sjedištem u Metkoviću.

## Povijest
Trgovina je u neretvanskoj dolini zabilježena još od davnih vremena. Stanovnici antičke Narone u današnjem Vidu trgovali su s Ilirima u unutrašnjosti, prodavajući im oružje, posuđe, nakit i odjeću. Nekadašnja obližnja Drijeva pored današnjeg naselja Gabela bilo je poznato srednjovjekovno trgovište u kojem se trgovalo s Bosnom, a nizvodno Neretvom pored Opuzena postojao je Brštanik, također srednjovjekovno trgovište. 
Metković se prvi put spominje 1422. u sudskom spisu datiranom 17. siječnja 1422., a za vrijeme Osmanske vlasti (1494. – 1685.) nije poznato njegovo spominjanje. Kandijskim ratom Mletačka Republika širi svoje posjede, pa tako dobiva i ušće Neretve te gradi novu luku na području Metkovića čiji je prvi promet zabilježen 1716. godine. Zamah razvoja doline i Metkovića dogodio se sredinom 19. stoljeća kada je Metković postao administrativnim i političkim središtem austrijske uprave u dolini Neretve. Osim luke, porastu trgovine u Metkoviću pridonijela je i izgradnja puta Metković – Mostar 1865., zatim željezničke pruge Sarajevo - Metković, u cijelosti otvorene 1. kolovoza 1891., te mosta u Metkoviću, prvog mosta preko Neretve južno od Mostara.:104.-119.:22.-23. Važnost Metkovića kao trgovačkog mjesta ogleda se i podatkom da je između dva svjetska rata u Metkoviću bilo registrirano 135 trgovačkih radnji, u kojima je bio zaposlen svaki jedanaesti stanovnik. Za Ilindan održavan je godišnji sajam, a od 1936. četvrtkom i tjedni sajam.:56.-63.
Nedugo nakon ulaska partizana u Metković 26. listopada 1944. te dolaskom organa vlasti tadašnje Demokratske Federativne Jugoslavije u prosincu 1944. osnovan je KOTNAPROD (Kotarsko nabavno i prodajno poduzeće). Poduzeće se 6 mjeseci poslije pretvara u podružnicu zagrebačkog GLAVNOPROD-a (Glavno nabavno i prodajno poduzeće Hrvatske). Metkovska podružnica iste godine postaje Opće trgovačko poduzeće.

## Osnutak Razvitka
Poduzeće Razvitak osnovano je rješenjem Odsjeka privrede Kotarskog Narodnog odbora Metković broj 7550/47 od dana 23. travnja 1947. Okosnica poslovanja bio je promet prehrambenim i industrijskim proizvodima na malo za potrebe naroda Kotara Metković, a prve je godine zapošljavalo 10 radnika. Već sljedeće godine broj je udvostručen, a u prve dvije godine poslovanja predmet poslovanja proširen je između ostalog na ugostiteljstvo, mesarstvo, pekarstvo, te prijevoz. Ugostiteljstvo i prijevoz se osamostaljuju 1950., a Razvitak poslovanje nastavlja kao trgovinsko poduzeće sa skladištem i 12 prodavaonica i 60 zaposlenika. Prelazak sa sustava distribucije na sustav slobodne ponude i potražnje 1951. dao je zamah poslovanju. Osamostavljivanje poduzeća na malo nastavilo se 1953. (tada 6 poduzeća) čime je Razvitak nastavio poslovati kao veletrgovina. Godine 1954. registrira se vanjsko-trgovinska djelatnost, zaposlenih je 150 čiji je broj 1956. narastao na 235. Zahvaljujući Razvitku prvi put su uspostavljene redovne autobusne linije Metkovića s Blacama, Slivnom, Opuzenom i drugim mjestima u Neretvi.

## Širenje poslovanja
Veleprodaja te uvoz i izvoz dominiraju poslovanjem od 1957. do 1962. kada počinje jačanje maloprodaje izgradnjom maloprodajnih kapaciteta te integracija dotadašnjih maloprodajnih poduzeća poslovno povezanih s Razvitkom. Iste godine u Metkoviću se otvara prvo samoposluživanje a značajan broj novoizgrađenih maloprodajnih objekata otvorio se u turističkim mjestima uz Jadransko more. Gradnjom skladišta na više lokacija jača i veleprodaja, a 1966. poduzeće ima 507 radnika. Rastom obima prometa povećava se i broj radnika, pa je tako 1970. zajedno s pripravnicima i učenicima u privredi bilo 1445 radnika, a 1971. u poduzeću 1208 radnika. Iste je godine uvedena automatska obrada podataka. Poduzeće je do 1972. poslovalo je kao jedinstveno, kada se u skladu s tadašnjim Ustavnim amandmanima i Zakonom o udruženom radu transformira u RO (Radna organizacija) sastavljenu od više OOUR-a (Osnovna organizacija udruženog rada). Broj OOUR-a se s vremenom mijenjao, a rijetko je prelazio brojku od 10. Ovisno o potrebama, ponekad su bili strukturirani teritorijalno, a ponekad prema granskom principu. Djelatnosti po OOUR-ima obuhvaćale su trgovinu na malo i veliko, građevinarstvo, transport, ugostiteljstvo i industriju. OOUR-i su bili: Unutrašnja trgovina, Otkup, Meso, Maloprodaja Metković, Transport, Narona, Izvoz-uvoz, Građevna operativa, Promet na veliko, Pletimpex, Gradačacplet, Maloprodaja Mostar, Maloprodaja Posušje, Maloprodaja Nevesinje, Maloprodaja Kardeljevo, Maloprodaja Trpanj, Maloprodaja Makarska, Robna kuća Metković, Kooperacija, Komercijala Metković. Poduzeće je imalo i Radnu zajednicu Zajedničke službe koja je je obavljala zajedničke administrativne poslove za sve OOUR-e, odnosno cijelu RO. Vrijeme je to i širenja maloprodajne mreže, ponajviše dviju robnih kuća, u Mostaru 1970. te Metkoviću 1981. Širenje na tržištu omogućilo je i otvaranje hladnjače u Metkoviću 1972. te Turističkog naselja u Kleku 1986.
Elektronski računski centar svečano je otvoren 1. svibnja 1972. Prvi je sustav bio IBM-ov System/360/20, a budući da se tada nije mogla kupiti, programska podrška za obradu podataka djelo je zaposlenika koji su radili na njemu, prethodno školovanih na brojnim seminarima. Nakon nepunih 10 godina, 1983. je kupljen IBM 4331, a krajem 1980-ih zamijenio ga je treći sustav. Osim za potrebe Razvitka, centar je obrađivao podatke za još 36 drugih poduzeća i ustanova. Najčešće su to bili obračuni plaća, ali i druge aplikacije poput obračuna utroška električne energije i tiskanja uplatnica za potrošače.

## Kapitalni objekti
Već od samih početaka, Razvitak je imao predstavništvo u Zagrebu, a naknadno su otvorena predstavništva u Beogradu, Sarajevu i Ljubljani. Osim u Hrvatskoj, trgovine su postojale diljem SFRJ, a posebno u Bosni i Hercegovini. Nabava se obavljala u Slavoniji, sjeverozapadnoj Hrvatskoj, Dalmaciji i Sloveniji, a prodaja bila uglavnom usmjerena na Dalmaciju, Zagrebačku regiju, Sloveniju, Bosnu i Hercegovinu i Crnu Goru.

### Samoposluživanja
Samoposluživanje kao važan korak maloprodaje prvi je put u Hrvatskoj otvoreno u Ivancu 1956., a Razvitak u Metkoviću prvu samoposlugu otvara 1962. (u današnjoj ulici Stjepana Radića, preko puta parka), nakon čega se otvaraju brojne samoposluge u okolnim mjestima, priobalju i dijelu Hercegovine. Trgovine u mjestima uz more posebno su uspješno radile i doprinosile razvoju turizma toga vremena.

### Robna kuća u Mostaru
Nastavak širenja maloprodajne mreže Razvitka bio je izgradnja robne kuće u Mostaru na desnoj obali Neretve koja je započeta 1968. prema projektu Ante Paljage, projektanta tadašnjeg GP Vranica iz Sarajeva koje ju je i izgradilo. Svečano otvorenje bilo je 1. ožujka 1970. Fasada robne kuće bila je obložena betonskim pločama na kojima su bili motivi sa stećaka, spomenika karakterističnih posebno za Hercegovinu. Specifično je da niti jedna ploča nije bila ista. U robnoj kući ukupne površine 5100 m2 (od čega prodajnog prostora 3100 m2) na 15 odjela prodavalo se 24000 artikala. U početku je zapošljavala 123 radnika, a rekonstrukcijom i povećanjem kapaciteta 1980-ih 380 radnika. Objekt je značajan doprinos arhitekturi Mostara tog vremena, a prema podatcima Privredne komore Jugoslavije, Robna kuća Razvitak u Mostaru bila je među pet najboljih u zemlji.

### Robna kuća u Metkoviću
Zahvaljujući uspjehu mostarske robne kuće uprava Razvitka donosi odluku o izgradnji robne kuće u Metkoviću. Projekt je predviđao tri faze. U prvoj bi se izgradila robna kuća i taverna, u drugoj hotel kapaciteta 160 ležajeva čiji bi ugostiteljski sadržaji bili u sklopu prve faze zadovoljavajući time potrebe i robne kuće i hotela, a u trećoj bi se izgradila višefunkcijska dvorana, trim kabinet te sportski tereni za odmor i rekreaciju. Realizirana je samo prva faza, a za drugu je bio napravljen idejni projekt. Predviđena površina za izgradnju bila je 12.000 m2
Gradnja robne kuće počela je 1979. polaganjem kamena temeljca i trajala je do sredine 1981. Idejni projekt djelo je arhitekata Ante Paljage i Slobodana Kovača. Kao i robna kuću u Mostaru, robna kuća u Metkoviću obilježena je elementima lokalnog podneblja, u ovom slučaju krovna konstrukcija koja je u obliku dviju preokrenutih neretvanskih lađa. Gradnja je povjerena GP Tehnogradnja iz Splita. Projekt je predviđao 4500 m2 prodajnog te 1500 m2 skladišnog prostora. Svečano otvorenje upriličeno je 27. srpnja 1981. U početku je imala 100-ak radnika, a s vremenom i preko 150. Nedugo nakon njena otvorenja, otvoren je i ugostiteljski dio Taverna, naprije dio u prizemlju, a naknadno i sala na drugom katu. Zapošljavala je oko 15 radnika. Na trećoj etaži bio je planiran noćni klub, ali nikada nije otvoren.

### Turističko naselje Klek
Daljnim širenjem djelatnosti u turizam izgrađeno je Turističko naselje Klek ukupnog kapaciteta 531 ležaj. Sastojalo se od hotela visoke B kategorije kapaciteta 93 ležaja, 52 petokrevetna bungalova, 32 trokrevetna bungalova, 6 vila jednokatnica s 4 apartmana s po 3 kreveta i jedna vila s 5 kreveta. Zajedničke sadržaje činili su restoran sa 160 mjesta, restauracija sa samoposluživanjem sa 150 mjesta, terasa kapaciteta 400 mjesta, caffe bar - slastičarna, disko klub, trgovina, trgovina suvenira, sportski tereni, ambulanta itd. Izgradnja je povjerena GP Beton iz Metkovića, a svečano otvorenje zbilo se 12. srpnja 1986.

## Zadnje godine poslovanja
U Razvitku je 1987. godine bilo zaposleno 2600 radnika. Prema tadašnjem Zakonu o udruženom radu ukinuti su OOUR-i i zamijenjeni Radnim jedinicama koje su bile podijeljene na sektore. Tako su postojale sljedeće RJ: Zajedničke službe, Veleprodaja, Maloprodaja, Skladišta, Vanjska trgovina, Proizvodnja i prerada mesa, Kooperacija, Transport, Ugostiteljstvo i turizam, Ribarstvo, Uvoz-izvoz, Komercijala, Proizvodnja. Pretvorbom iz 1992. Razvitak postaje dioničko društvo te se osniva više društava s ograničenom odgovornošću: Razvitak-Trgovina, Razvitak-Predolac, Razvitak-Predolac trade, Razvitak-Narona, Razvitak-Trans, Razvitak-Vanjska trgovina, Razvitak-Održavanje, Razvitak-Ljubuški, Razvitak-Robna kuća, Razvitak-Industrija, Razvitak-Delta, Razvitak-Primot, Razvitak-Unka. Godine 1997. bio je izrađen i Program sanacije i restrukturiranja Razvitak d.d. Metković, ali je 30. siječnja 2004. otvoren stečajni postupak.
Zahvaljujući Razvitku stasala su mnoga poduzeća u Metkoviću (Progres, Gradska špedicija,...), nakon Drugog svjetskog rata njegova je logistika pomogla u osposobljavanju luke u Metkoviću. Mnogim metkovskim sportskim klubovima Razvitak je bio sponzor, a neki su nosili i njegovo ime (ŽRK Razvitak, RK Razvitak, karate klub Razvitak). Radničko športsko društvo Razvitak koje je utemeljeno 1973. iznjedrilo je KK Metković. Značajan je bio njegov doprinos i izgradnji puta prema Vidu, otkupu zemljišta današnje Gimnazije, izgradnji Doma kulture, mnogim kulturnim manifestacijama i događajima itd. Tvrtka Razvitak obilježila je život Metkovića druge polovice 20. stoljeća, utjecala na život stanovnika Metkovića te urbanu sliku grada.